# 培根配啥都美味
《培根配啥都美味：70道绝佳日常菜肴》是一本介绍烟肉配合其他食品烹饪技巧的食谱，由《俄勒冈人报》（The Oregonian）专栏作家兼食品评论员莎拉·佩里（Sara Perry）创作，2002年5月1日经可若出版社（Chronicle Books）在美国出版，2004年又经蒙特利尔权利出版社（Les Éditions de l'Homme）发行法语版。佩里在书中介绍糖和烟肉结合的原创食谱理念，其中包括有烟肉风味的菜肴和西点。
该书所获评价多为正面，书中菜谱入选《2003至2004年最佳美国食谱》（The Best American Recipes 2003–2004）。《聖彼德斯堡時報》赞扬书中拥有“最风趣而独特的食谱”，《匹兹堡邮报》刊文《2002年最爱食谱》也赞赏本书，《丹佛邮报》将之列入2002年最佳菜谱名单。不过，《多伦多星报》发表的一篇评论文章认为佩里在配方选择上欠缺创意。此外还有其他相关食谱中含有本书的内容。

## 背景
莎拉·佩里生活在俄勒冈州的波特兰，是《俄勒冈人报》（The Oregonian）的专栏作家，还是一家电台的餐馆评论员和食谱作家。创作《培根配啥都美味：70道绝佳日常菜肴》前，佩里已经写出过四本书：《新版咖啡完全饮用指南》（The New Complete Coffee Book）、《新版饮茶指南》（The New Tea Book）、《圣诞小吃》（Christmastime Treats）和《与孩子们度周末》（Weekends with the Kids）。可若出版社（Chronicle Books）的编辑建议她以烟肉作为一本食谱的主题。虽然烟肉的受欢迎程度和使用率都在增加，但佩里认为由于相应的食谱匮乏，这本书的创作过程会很艰难。回忆起自己对蜂蜜烤火腿的钟爱，她把食糖和烟肉结合起来创造料理。佩里意识到，可以通过在烟肉中增加调料来调整包括沙拉和意大利面在内各种菜肴的风味。她注意到，烟肉可以增加食物中的甜度和咸度。2002年5月1日，《培根配啥都美味》的英语平装版由旧金山的可若出版社出版，其初次发行的价格为18.95美元。2004年，蒙特利尔权利出版社出版了本书的法语版本，作为该出版社的“多棒的一道菜”系列叢书之一。

## 内容提要

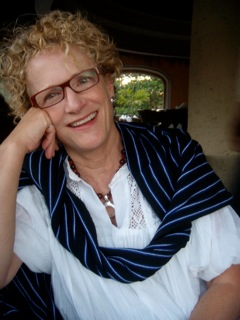
2009年时的莎拉·佩里

佩里在书的引言中介绍了她对烟肉的感觉，每天开始烹调时，烟肉的香味就能够让自己感到冷静。书的开头介绍了（直译为“把烟肉带回家”，意译为“养家糊口”）这一短语的来历，向读者介绍了烟肉的种类并描述了储存方法。这本书中提供有70种烟肉风味菜肴的食谱，并根据主题分成九个章节，其中包括早餐、绿叶蔬菜、意式面食、小菜、聚会配餐、西点和前菜等。这些食谱中包括有增加其他食材的烟肉三明治，把烟肉切碎再淋上冰淇淋，烘水果酥时浇上烟肉汁，以及配有烟肉的西式馅饼。其中烟肉的烹调方法既可以用炉灶，也可以用烤箱，还可以利用烤炉来最大限度地表现其风味和外观。书中图文并茂，里面的照片由谢里·吉布林（Sheri Giblin）拍摄。

## 销量和评价
《培根配啥都美味》获得了食物评论员和评论家的好评。《芝加哥论坛报》报道称该书发行第一个月就卖出了3万份。《聖彼德斯堡時報》的珍妮特·F·基勒（Janet F. Keeler）对书名持正面评价，并指出有食品评论员将书中的食谱加入到有关烟肉的文章中。基勒采访了《2003至2004年最佳美国食谱》的作者弗兰·麦卡洛（Fran McCullough），后者断定本書和阿特金斯健康饮食法提高了烟肉的受欢迎程度。基勒还在文章中将本书列为“最有趣和独特的食谱”。谢里·吉布林所拍摄的照片得到了《堪萨斯城星报》（The Kansas City Star）作家辛迪·霍得尔（Cindy Hoedel）的好评。2002年12月，《纽约时报》文学评论家德怀特·加纳（Dwight Garner）将本书列入其最喜欢的近期出版食谱名单中。他对书中甜点的配方提出了批评，但同意作者在烹饪中使用更多烟肉的整体意见。
《亚利桑那每日星报》（The Arizona Daily Star）在其“热门读物”（Hot Reads）栏目中推荐了本书。《达拉斯晨报》（The Dallas Morning News）的德克萨斯风味（Texas Taste）助理编辑劳拉·H·艾赫雷特（Laura H. Ehret）称赞这本书成功地傳授了料理烟肉的经验。 《落基山新闻》（Rocky Mountain News）的马蒂·梅塔斯（Marty Meitus）称这本书让他对烟肉菜肴的食欲有所上升。梅塔斯推荐了书中的西点食谱，包括榛子烟肉糖果酥、花生酱曲奇配烟肉酥，梨和苹果酥上面加上红糖和烟肉，以及红葡萄干配百果馅制成的挞。丹佛的迪克森市区烧烤餐厅执行主厨史蒂夫·史密斯（Steve Smith）受到书中“枫叶圣代冰淇淋”（Maple Sundae）配方的启发，自己创造出了一个新的澳大利亚坚果加烟肉紧缩冰淇淋甜点。
《匹兹堡邮报》的马琳·帕里什（Marlene Parrish）给本书良好评价，在她的文章《2002年最喜欢的食谱》中加以推荐，表示自己很享受抽检书中食谱的过程。她还认为，阿特金斯健康饮食法的创造者罗伯特·阿特金斯会很喜欢其中的书中的这道“烟肉古冈左拉芝士堡加”。《丹佛邮报》也将本书列入2002年最佳菜谱名单。该报的另一篇文章推荐了书中的几道菜，包括、科布沙拉（Cobb salad）、梨和苹果酥上面加上红糖和烟肉以及烟肉酥。不过，《多伦多星报》的一篇评论文章批评佩里在配方的选择上缺乏创意，文章认为与其他同样有关烟肉的食谱相比，这本书的表现还不错，但其中包含的菜色较少，书的内容不够全面。米歇尔·安娜·乔丹（Michele Anna Jordan）在《新闻民主党报》（The Press Democrat）的專欄中推荐了佩里的作品，并评论称作者对烟肉的热情是会传染的。

## 影响
《芝加哥太阳报》和《聖彼德斯堡時報》认为，《培根配啥都美味》是食谱类书籍中的一部小众作品。佩里表示，烟肉作为食材已经重新流行起来。《基督科学箴言报》2003年的一篇文章中指出，虽然烟肉受到一些营养学家否定，但它在烹调中已经用得越来越多了。书中的菜谱入选了《2003至2004年最佳美国食谱：来自书本、杂志、报告和互联网的热门首选》（The Best American Recipes 2003–2004: The Year's Top Picks from Books, Magazines, Newspapers and the Internet）。2003年的书籍《烟和香料：带烟烹饪，实在的烧烤方式》（Smoke & Spice: Cooking with Smoke, the Real Way to Barbecue）就以本书中的一道“多汁烟肉裹虾”（Succulent Bacon-Wrapped Shrimp）作为参考。《2003至2004年最佳美国食谱》的作者弗兰·麦卡洛称赞本书是烟肉烹调领域的惊喜之作。《大西洋》杂志称，本书出版三年后，烟肉一定会像巧克力或橄榄油般流行。利亚·A·泽尔德斯（Leah A. Zeldes）2006年在《芝加哥太阳报》上发表文章称，这本书有助于展现烟肉在菜谱中的广泛适用程度。马修·阿姆斯特·伯顿（Matthew Amster-Burton）在2009年的《饥饿猴子》（Hungry Monkey）一书中对过去几年有关烟肉的现象和书籍进行了评价，将本书与2006年出版的《被烟肉勾引》（Seduced by Bacon）和2007年出版的《烟肉食谱》（The Bacon Cookbook）相提并论。2013年英国《独立报》上的一篇文章将本书列为猪肉越来越受到关注的一个实例。

## 備註
1. ↑  这一饮食法中强调摄入更多的肉类来取代糖类，达到减肥的效果[27]。

## 扩展阅读
- Jordan, Anna Michele. . William Morrow Cookbooks. 2003. ISBN 0-06-008773-0.
- Lauer, Heather. . William Morrow. 2009. ISBN 0-06-170428-8.
- Pruess, Joanna. . The Lyons Press. 2006. ISBN 1-59228-851-0.
- Villas, James. . Wiley. 2007. ISBN 0-470-04282-6.